# Famille Wrede af Elimä
La famille Wrede af Elimä est une famille de la noblesse de Suède et de Finlande.

## Personnalités
- Henrik Wrede (?-1605),
- Casper Wrede (?-1667),
- Carl Henrik Wrede (fi) (1606–1654),
- Fabian Wrede (1641–1712),
- Fabian Wrede (1654–1716),
- Fabian Wrede (fi) (1694–1768),
- Henrik Jakob Wrede (1696–1758),
- Otto Gustaf Wrede (1710–1772),
- Fabian Casimir Wrede (1724–1795),
- Fabian Wrede (1760–1824),

### Branche de Finlande
- Rabbe Gottlieb Wrede (1742–1828),
- Gustaf Wrede af Elimä (fi) (1775–1830),
- Rabbe Zakarias Wrede (1815–1901),
- Alexander August Peter Wrede (1820–1897),
- Carl Gustaf Fabian Wrede (1819–1892),
- Carl Ernst Wrede (1850–1927),
- Otto Wrede (1851–1936),
- Rabbe Axel Wrede (1851–1938),
- Gustaf Wrede (1853−1939),
- Casper Wrede (fi) (1856–1945),
- Karl August Wrede (1859–1943),
- Carolus Wrede (1860–1927),
- Gustaf Oskar Axel Wrede (1862–1951),
- Mathilda Wrede (1864–1928),
- Gustaf Woldemar Wrede (1889–1958),
- Carl Henrik Wrede (1890–1924),
- Casper Fabian Wrede (fi) (1892–1921),
- Gerda Wrede-Paisscheff (1896–1965),
- Eva Wrede (1898–1982),
- Kenneth Wrede (1898–1983),
- Casper Wrede (1929–1998),
- Johan Wrede (1935-),